# Lundqvist Trävaru
Lundqvist Trävaru är en av Sveriges ledande hustillverkare, grundad 1936. Bolaget är idag känt för sina innovativa lösningar och branschledande digitalisering. Företaget har uppmärksammats i flera fallstudier om innovation och digitalisering, av EU och flera universitet i Sverige och USA.

## Historia
John och Ivar Lundqvist grundade bolaget 1936, då som möbeltillverkare åt Krigsmakten under namnet Bröderna Lundqvists Snickerifabrik. Under de följande decennierna har verksamheten också omfattat sågverk och hyvleri. I slutet av 1990-talet utvecklade grundarens son Jan Lundqvist ett modulärt system för byggnadskonstruktion, inspirerat av Legos byggklossar.
År 2004 drabbades företaget av en förödande brand som förstörde alla tillgångar. Efter branden fokuserade Lundqvist Trävaru på sina egenutvecklade modulsystem, som snabbt vann popularitet på den svenska marknaden.
Under 2010- och 2020-talen har företaget genomgått en expansiv tillväxtfas med fabriksutbyggnader och en kraftigt ökande omsättning. Förutom den svenska marknaden har företaget etablerat sig internationellt, främst i USA, Norge och Nya Zeeland. År 2019 invigdes en ny fabrik med tredubblad kapacitet, och 2021 expanderade lokalerna ytterligare. Fem år senare hade produktionsytan återigen fördubblats. Under perioden 2012 - 2023 ökade omsättningen mer än tjugo gånger.

## Verksamhet

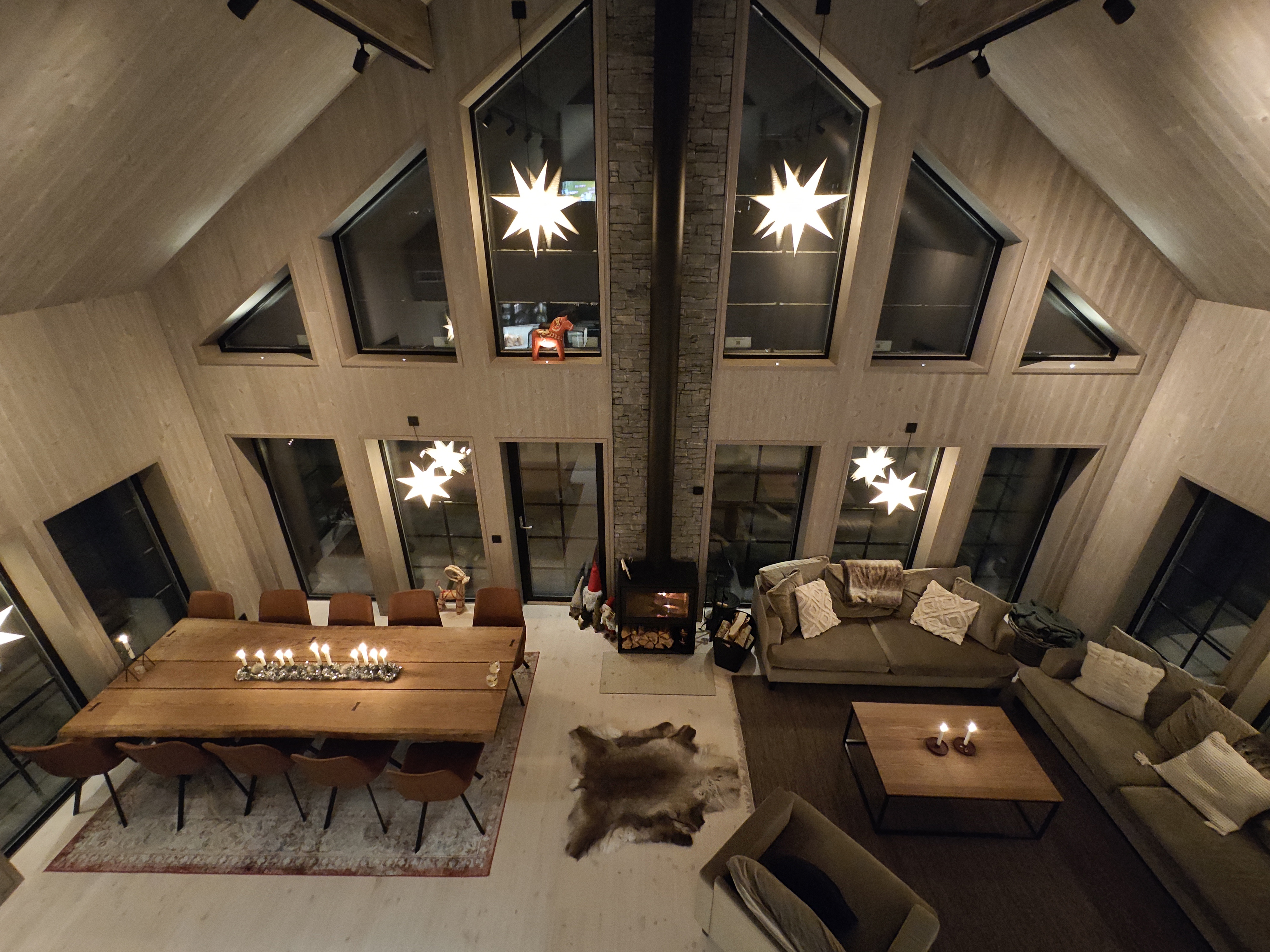
Hus tillverkat av Lundqvist Trävaru. Interiörbild.

Lundqvist Trävaru specialiserar sig på monteringsfärdiga byggnader, – villor, fritidshus, garage och andra konstruktioner, som säljs både till privatpersoner och byggföretag i Sverige och internationellt. 98 % av försäljningen sker via företagets egenutvecklade digitala plattformar.
Kunder kan rita egna konstruktioner och utforma sina beställningar i detalj via digitala verktyg som utvecklats av Lundqvist Trävaru. Digitala verktyg erbjuder realtidsinformation om priser, offerter samt entreprenadtjänster och genererar automatiskt bygglovsritningar, inköpslistor och transportbokningar. Digitaliserade processer och verktyg har resulterat i effektivare logistik, förbättrad materialhantering och en minskning av materialspill med 20–40%.
Lundqvist Trävaru har erhållit ett flertal utmärkelser, däribland Dagens Industris Gasell pris sju gånger. Det har också blivit utnämnd till Sveriges Digitala Gasell av Google, finalist i SvD Affärsbragd och Sveriges mest uppkopplade bolag av affärstidningen Breakit. Andra priser inkluderar Smart Industri-priset av Kungliga Ingenjörsvetenskapsakademien, EY Entrepreneur of the Year, Årets Företagare och Stora Byggpriset.

## Organisation
Företaget var familjeägt av Lundqvist-familjen i tre generationer fram till 2011. År 2024 ägdes Lundqvist Trävaru av ledningen och flera svenska investerare, såsom Staffan Persson och Günther Mårder.

## Samarbeten och forskning
Lundqvist Trävaru har genomfört ett flertal projekt och samarbeten med universitet och forskningsinstitutioner, med fokus på digitalisering och innovativa bygglösningar. I Sverige inkluderar samarbetspartners Luleå tekniska universitet, Högskolan i Gävle och Högskolan i Dalarna. Under perioden 2020–2021 deltog företaget i ett forskningsprojekt om byggnadsintegrerade solpaneler tillsammans med RISE och Piteå Science Park.
Företaget är ett av sju svenska bolag som valts ut att medverka i EU:s största satsning på industriautomation och digitalisering. Lundqvist Trävaru har också varit representerat i regeringens samverkansgrupper för innovation i svensk industri.